# Louis Boumal
Pour les articles homonymes, voir Boumal.
Louis Boumal, né le 11 mai 1890 à Liège et mort à Saint-Michel-lez-Bruges le 11 octobre 1918, est un écrivain et poète belge en même temps qu'un militant wallon du début du XXe siècle.
Selon la revue Mot à mot, Louis Boumal est un « poète à redécouvrir ».

## Biographie
Louis Boumal signe un premier recueil en 1910, « Poèmes en deuil », puis deux solides études « Renaissance septentrionale au XIVe siècle » et « Diderot et ses amis wallons » en 1912.
Professeur de rhétorique à l'athénée de Bouillon, il consacre un essai historique à cette ville « Une ville wallonne, Bouillon à la fin du XVIIIe siècle » (1914). Il collabore souvent à la revue Wallonia. Il est membre de l'Association des amis de l'art wallon.
Durant la Première Guerre mondiale, il publie des « Lettres de soldat », fonde une revue derrière le front intitulée « Les Cahiers. » Il collabore également à L'Opinion wallonne.
Louis Boumal meurt de la grippe espagnole peu de temps avant la fin des combats qu'il n'avait jamais quittés. Il avait conquis sur le champ de bataille son étoile de lieutenant et avait été fait Chevalier de l'ordre de la couronne.

## Hommages
Un monument a été érigé à sa mémoire au parc de la Boverie de Liège.
La rue Louis Boumal située dans le quartier du Laveu lui rend hommage.